# اشتباكات يوم عاشوراء في العراق 2008
كان اشتباكات يوم عاشوراء في العراق عام 2008 عبارة عن سلسلة من الاشتباكات التي وقعت في يوم عاشوراء المقدس عند المسلمين والذي وافق 18 يناير 2008 وكذلك في اليوم التالي في مدينتي البصرة والناصرية العراقيتان. حدثت المعارك بين قوات الأمن العراقية ومقاتلي طائفة عراقية تدعى "جند السماء"، التي خاضت قبل عام معركة مماثلة، في نفس الوقت، بالقرب من مدينة النجف. لقد قُتل زعيمهم مع نائبه أحمد الحسن اليماني، لكن هذه المرة قيل إن اليماني كان لا يزال على قيد الحياة ويقود الجماعة.

## المعركة
بدأ المقاتلون يهاجمون أفراد قوات الأمن في المدينتين في 18 يناير، وتبع ذلك قتال عنيف. في البداية كان للمتمردين اليد العليا وحتى أنهم سيطروا على مركز للشرطة في الناصرية. لقد أقاموا مركز قيادة في مسجد في المدينة. احتدم القتال في وقت متأخر من المساء، وشوهدت سيارات الشرطة المحترقة في شوارع البصرة. استولى المتمردون على مبنى للمنشآت النفطية ومستشفى في البصرة، وفي وقت ما كان هناك قتال في 75 في المئة من المدينة.
في صباح اليوم التالي، دمرت غارة جوية للتحالف مركز الشرطة الذي تم الاستيلاء عليه، وفي وقت متأخر من بعد الظهر، قامت غارة للجيش العراقي على المسجد بإنهاء القتال.

## العواقب
قُتل ما يصل إلى 58 مقاتلًا و18 من أفراد قوات الأمن، إلى جانب أربعة مدنيين كما أصيب 33 من الشرطة. ومن بين ضحايا قوات الأمن، 15 منهم من الشرطة و3 من الجيش. كما احتجزت الشرطة والجيش العراقي 166 مسلح.
في قتال البصرة: قتل 5 من رجال الشرطة و3 جنود و40 من المتمردين ومدنيان. في قتال الناصرية: قتل 10 من رجال الشرطة و18 متمردا ومدنيان. كان من بين القتلى أبو مصطفى الأنصاري، قائد جند السماء في البصرة وأربعة من ضباط الشرطة: العقيد زامل خزعل بدر، رئيس مخابرات الشرطة في الناصرية، والعقيد عبد الأمير جبار، وقائد قوة التدخل السريع في ذي قار العقيد ناجي رستم، ورئيس شرطة الطوارئ في الناصرية واللفتنانت كولونيل علي هاشم، قائد شرطة النقل في الناصرية. تم القبض على 166 مقاتلًا في البصرة والناصرية والمسييب. كان من بين المتمردين الأسرى قناصان يبلغان من العمر 14 عامًا وكانا مسؤولين عن مقتل شرطيين في البصرة.
ومع ذلك، أشارت بعض التقارير بعد أيام قليلة إلى أن عدد القتلى في القتال كان أعلى بكثير من الذي تم الإبلاغ عنه أولاً حيث قتل 50 شخصًا على الأقل في الناصرية وما يصل إلى 97 شخصًا وجرح 217 في البصرة.
مرة أخرى، ظل مصير أحمد الحسن اليماني مجهولًا.